# Історичний центр Кривого Рогу
Історичний центр Кривого Рогу або [старе] Місто — місцевість у Центрально-Міському районі Кривого Рогу, що була ядром формування міста. Розташований у районі колишнього злиття річок Інгулець та Саксагань, та має лінійно-витягнуту й квартальну забудову.

## Історія

Історичний центр Кривого Рогу. Карта початку ХХ століття